# I. Szuppiluliumasz hettita király
I. Szuppiluliumasz (Šuppiluliuma[š], mšu-up-pi-lu-li-um[-aš] 𒐕𒋗𒌒𒁉𒇻𒇷𒌝𒀸) Hatti királya, Ehnaton, Tutanhamon, I. Assur-uballit, III. Suttarna és II. Burnaburias kortársa, körülbelül i. e. 1344-től 1322-ig.

## Személyének kérdése
II. Tudhalijasz király tanácsadójaként és tábornokaként lépett színre az akkori fővárosban, Szamuhában. Valószínűleg Tudhalijasz és Taduhepa fia volt, de Henti királyné egy pecsétnyomójára alapozva az is feltehető, hogy csak veje Tudhalijasznak. Trónra lépéséről különböző elképzelések léteznek. Az egyik szerint Szuppiluliumasz letaszította a trónról és megölte Tudhalijaszt. Ezt a papok később hatalmas bűneként rótták fel, amikor megemlítették Szuppiluliumasz fiának, a későbbi II. Murszilisznek, bár a felirat nem teljesen egyértelmű, ahogyan az sem, hogy Murszilisz miért jegyezte volna fel apja erőszakos hatalomátvételét. Más verzió szerint szó sincs államcsínyről, sőt Tudhalijasz és Szuppiluliumasz között még Taduhepa új férje, II. Hattuszilisz is uralkodott. Olyan elképzelés is van, hogy Szuppiluliumasz még gyermek Tudhalijasz halálakor, és Hattuszilisz régensként kormányzott, ez esetben Tudhalijasz győzedelmes hadvezére egy másik Szuppiluliumasz lehetett.
Tudhalijasz uralkodásának második felében ugyanis annak betegsége miatt több alkalommal egy bizonyos Szuppiluliumasz vezetett hadakat a Hattit fenyegető népek ellen. Legyőzte Hajaszát és leánytestvérét Hajasza királyához, Hukkanához adta. A kaszkákat is legyőzte, akik ezután Karannisz és Pijapilisz vezetésével szövetkeztek a hettiták ellen; az azzi vezér, Karannisz saját királyi udvart alakított ki. Szuppiluliumasz és Tudhalijasz legyőzték őket, és a hettita udvar fővárosa újra Hattuszasz lehetett.
A hadvezér Szuppiluliumasz arzavai hadjárata után II. Tudhalijasz eltűnik a feliratokból, de egyáltalán nem egyértelmű, hogy I. Szuppiluliumasz rögtön ezután király lett-e, vagy egyáltalán örököse volt-e Tudhalijasznak, és Szuppiluliumasz vezér azonos-e I. Szuppuliumasz királlyal. II. Murszilisz egy felirata (Murszilisz imája) tudósít arról, hogy a király fiai, a harci szekeresek parancsnokai és az ő apja esküt tettek Tudhalijasznak, hogy a nekik juttatott területekkel megelégszenek. E felirat azt bizonyítja, hogy Szuppiluliumasz semmiképp sem volt kijelölt örökös, de nem bizonyítja, hogy Murszilisz apja Tudhalijasz fia lett volna. Szintén Murszilisz felirataiból tudunk egy Alaszija szigetén történt mészárlásról, melynek során Tudhalijasz családtagjait kiirtották, és ez nyithatta meg az utat Szuppiluliumasz előtt. Ugyanakkor ma már bizonyos, hogy Szuppiluliumaszt megelőzte még egy Tudhalijasz is, akit „Ifjabb” Tudhalijasz néven említenek a történészek.

## Családja
A legvalószínűbb, hogy II. Tudhalijasz és Taduhepa gyermeke, vagy veje volt. Elképzelhető azonban olyan verzió is, hogy neki is volt Taduhepa nevű felesége, aki uralkodásának első felében halt meg. Annyi bizonyos, hogy egy Taduhepa nevű Nagy Királynő Szuppiluliumasz uralkodási érájában történt halála után Szuppiluliumasz (másik?) felesége, Henti lett a Nagy Királynő, aki később eltűnik a forrásokból, és Nikalmal, II. Burnaburias leánya tűnik fel.
Nem tudni, gyermekei melyik feleségétől születtek. Talán első két fia, Arnuvandasz, aki a kijelölt trónörökös, valamint Telipinusz, aki Kizzuvatnában lett pap még Hentitől voltak. Arnuvandasz a királyi testőrség vezetőjének pozícióját töltötte be, Telipinuszról viszont ezen kívül nincs sok adat. A későbbi nagy szíriai hadjáratok idején sem kerül említésre, csak jóval később, mint Halap királya tűnik fel.

## Uralkodásának kezdete
Szuppiluliumasznak rögtön uralkodása kezdetén a „hagyományos” nyugati ellenség, Arzava támadásával kellett szembenéznie. A támadók elfoglalták Anisza várost, majd tovább nyomulva felperzseltek néhány, számunkra teljesen ismeretlen, töredékesen fennmaradt nevű települést ([...]issza, Huvana[...], Ni[...], Szapparanda és még további hét város). A behatoló sereg azonban éppen hogy összecsapott a Tivancanasz vezette hettita csapattal, és zsákmányát hátrahagyva hazamenekült.
Nem sokkal ezután Szuppiluliumasz főserege leverte a kaszkákat, visszafoglalta Ancilijasz, Pargallasz, [...?], Hattina és Ha[...] településeket.
A király egy ismeretlen nevű lánytestvérét a hajasai Hukkana királyhoz adta feleségül, leányát, Muvattit pedig a nyugat-anatóliai Mira királyához, Maszkhuiluvához. Ez utóbbi Anzapahhadu arzavai király elől menekült Hattuszaszba, de Szuppiluliumasz egyelőre nem tudta területeit visszaszerezni, mivel uralkodásának 12. évében keleten kellett háborúznia.

## Hatti nagyhatalom
Egészen Hapalláig visszafoglalta az Arzava által megszállt területeket, Mitannit pedig legyőzte és vazallusává tette meg veje, Sattivaza uralma alatt. Kihasználta az egyiptomi Ehnaton fáraó uralkodása alatti zűrzavart, és elfoglalta a korábban Egyiptomhoz tartozó szíriai területeket. Ebben nagy szerepet játszott Abdi-Asratum, Amurrú fejedelme, Ríbaddi, Gubla fejedelme és II. Níkmaddu, Ugarit uralkodója. Ezen uralkodók egyiptomi levelezése Ehnaton levéltárában fennmaradt.
Szuppiluliumasz keleti és délkeleti hódításait Iszuva elfoglalásával kezdte. Ez hosszú ideig Mitanni fennhatósága alatt állt, majd hurrita vezetéssel önállósodott. Mitanni uralkodója, Tusratta gyakorlatilag harc nélkül adta fel nyugati területeit, de fővárosát Szuppiluliumasz ekkor még nem tudta elfoglalni; Vassukanni csak valamivel később jutott a kezére. Mitanni legyőzése megnyitotta az utat Szíria felé, sőt vélhetően Asszíria is az érdekszférájába került.
Szíria után Egyiptom valószínűleg azért nem került sorra, mert észak felé kellett fordulnia – a feliratok szerint azért, hogy megint a kaszkákkal hadakozzon. Ezt hadjáratát pestisjárvány követte. Harmadik szíriai hadjáratán már egészen Amka városáig jutott, és Kargamist ostromolta, amikor hírül hozták neki egy Nipḫururiyaš néven említett egyiptomi uralkodó halálát – őt általában, de nem kétséget kizáróan Tutanhamonnal azonosítják.
Az özvegy egyiptomi királyné (feltehetőleg Tutanhamon özvegye, Anheszenamon) írt neki, és férjül kérte Szuppiluliumasz egyik fiát. A király, miután követei jelentették, hogy Egyiptomnak valóban nincs trónörököse, elküldte fiát, Cannancát. A herceget azonban útközben (gyaníthatóan Ay emberei) meggyilkolták. Szuppiluliumasz bosszúból háborút indított Egyiptom kánaáni és észak-szíriai szövetségesei ellen. Nagy területet foglalt el, seregében azonban fertőző betegség terjedt el, és a járványban meghalt Szuppiluliumasz, majd utódja, II. Arnuvandasz is. A betegséget korábban pestisként határozták meg, és úgy vélték, hogy az egyiptomi foglyok terjesztettek el. Egy újabb feltételezés szerint ez inkább a tularémia nevű baktériumfertőzés lehetett. Ez egy juhokról emberre is terjedő, halálos betegség, a „hettita pestis”.
A Szuppiluliumasz évkönyvei, melyeket a király halála után II. Murszilisz állított össze, a kor fontos történelmi dokumentumai. Fennmaradt Szuppiluliumasznak egy Ehnatonhoz (vagy Szemenhkaréhoz) írt levele is (EA 41), amit a fáraó trónra lépésekor írt, kifejezve abbéli reményét, hogy fennmarad országaik jó viszonya, amit Ehnaton apja, III. Amenhotep uralkodása alatt alakítottak ki.

## Építkezések
A király rengeteget építkezett, főleg hatalmas kőépítményeket, melyeket domborművekkel díszítettek. Uralkodása alatt fejlődött ki a királyok szentségének fogalma. Hattuszaszban valamikor az i. e. 14. században hatalmas építkezések zajlottak, bár a fellegvár átépítőjének neve közvetlen módon ismeretlen. Mivel azonban Tudhalijasz valószínűleg Szamuhában tartotta székhelyét, a szóba jöhető személyek száma korlátozott, gyakorlatilag csak Szuppiluliumasz lehet, aki Tudhalijasz után visszahelyezte a rezidenciát Hattuszaszba.
A felújítás nem egyszerű renoválás, hanem teljes újjátervezés és átépítés volt.

## Lásd még
- Hettita uralkodók listája
- Szuppiluliumasz (egyértelműsítő lap)